# Dendromyza apiculata
Dendromyza apiculata är en tvåhjärtbladig växtart som beskrevs av Danser. Dendromyza apiculata ingår i släktet Dendromyza och familjen Amphorogynaceae. Inga underarter finns listade i Catalogue of Life.